# 宋季文
宋季文（1917年—1999年2月25日），男，安徽定远人，中华人民共和国政治人物。

## 生平
宋季文是安徽定远县朱湾乡人。早年参加抗日战争，历任皖东北抗日根据地泗县税务局、淮海区税务局、阜宁县税务局、苏中四分区税务局局长；新四军第1师供给部部长、苏中三分区财政经济处处长、苏中军区供给部部长等职。第二次国共内战期间，历任苏中行政办事处财政处处长、苏北军区、苏北兵团供给部部长、华东野战军10兵团后勤部部长。渡江战役后，任南京市财政局局长。
中华人民共和国成立后，担任华北军政委员会财政部副部长；两年后改任上海市财办主任。1956年，任上海市人民委员会副市长。1975年，任上海市高级人民法院院长。1978年，升任中华人民共和国轻工业部副部长、部长。